# Station Glasshoughton
Glasshoughton is een spoorwegstation van National Rail in Glasshoughton, Wakefield in Engeland. Het station is eigendom van Network Rail en wordt beheerd door Northern Rail. Het station is geopend in 2005.